# Soennecken
Soennecken é uma empresa alemã de materiais para escritório, com produtos comercializados na Europa, América do Norte e na Índia.

## História
Em 27 de maio de 1875, o inventor Friedrich Soennecken fundou a empresa "F. Soennecken Verlag", na cidade de Remscheid, como uma pequena editora. Em 19 de outubro de 1876, a empresa mudou para a cidade de Bonn e com o passar dos anos, começou a produzir produtos para escritórios, como furadores de papel, pastas de arquivos, fichários, penas e canetas tinteiros, entre outros produtos (Friedrich patenteou um recipiente para caneta tinteiro, um projeto de pasta de arquivo, ou fichário de três anéis, e em 1886 o projeto de um furador de papel). O nome Soennecken foi registrado como marca comercial em 1905.

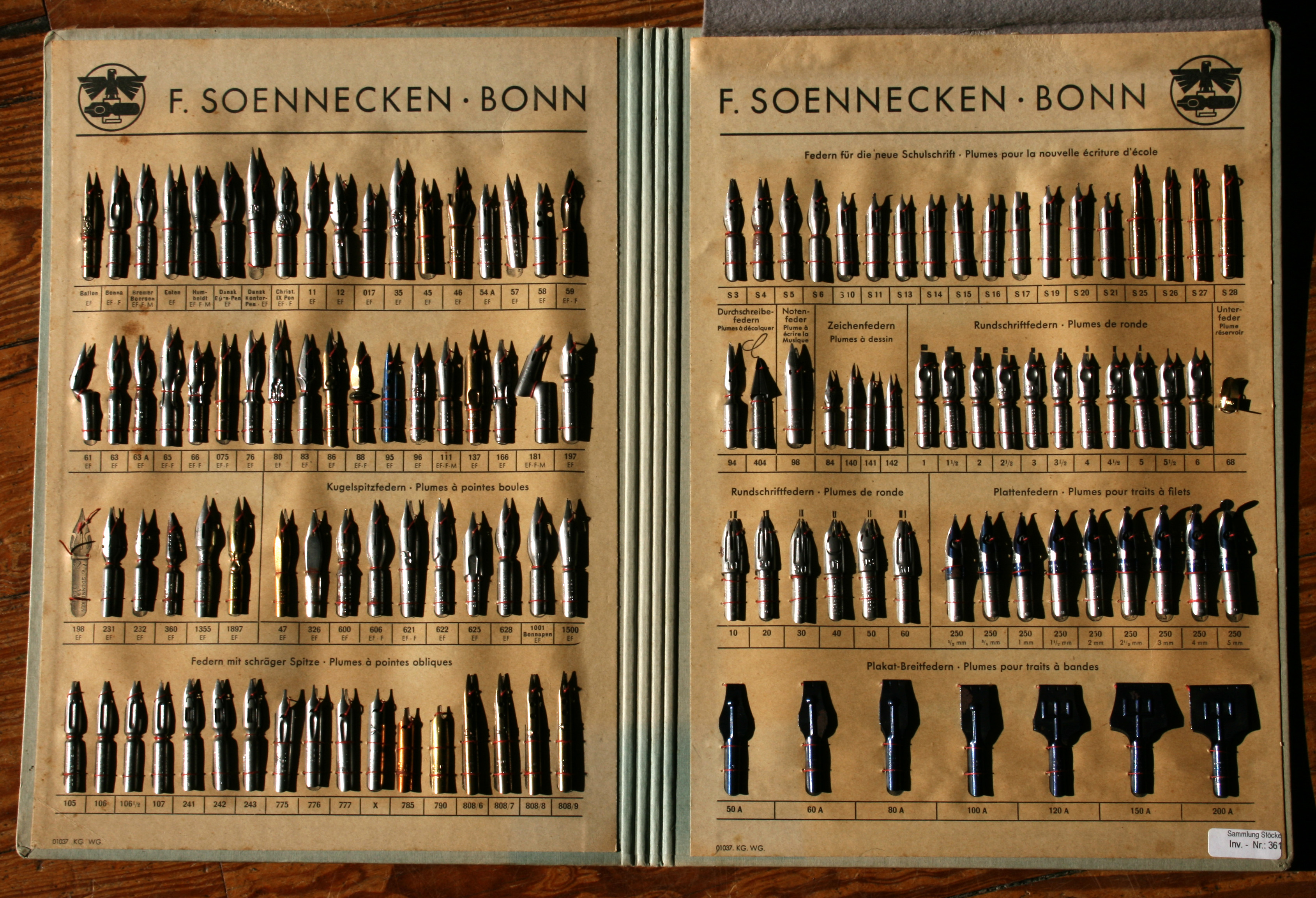
Catálogo de penas para caneta tinteira da empresa da década de 1920

Após a morte de Soennecken em 1919, a Soennecken Verlag passou a ser administrada por seus filhos e, posteriormente, seus netos.
Em 1973, a empresa solicitou judicialmente a sua falência e neste mesmo ano ocorreu o fechamento da última fábrica e a extinção da empresa.
Em 1983, a "Großeinkaufsvereinigung deutscher Bürobedarfshändler" (GdB) comprou os direitos para a exploração da marca comercial e em 1992, a GdB foi renomeada para "Soennecken eG". Apos alguns fusões e renomeações da razão social, como "Branion eG" ou "Brand Union", em 2007 a empresa voltou a ser denominada de "Soennecken eG".